# 硫化钴
硫化钴是硫钴二元化合物组成的混合物，化学式可以看作CoS。它由硫化钠和Co2+盐溶液反应，沉淀得到的CoS组成为Co(SH,OH)2，放置后该非晶态沉淀转变为晶态的CoxS（x＜1）和Co9S8的混合物。CoS亦可由单质化合的方法得到。
其它硫钴化合物还有CoS2、Co3S4等。